# مسجد العلم
مسجد العَلَم هو مسجد في مدينة كنداري، سولاوسي الجنوبية الشرقية، إندونيسيا. يُعد المسجد وجهة للسياحة الدينية. من أبرز ميزاته موقعه في وسط خليج كنداري ومآذنه الفريدة التي تشبه شكل برج العرب في دبي.

## الوصف
بدأ بناء المسجد عام 2010 بمبادرة من نور العَلَم، الحاكم السابق لسولاوسي الجنوبية الشرقية. وتم افتتاحه في عام 2018. أُطلق اسم المسجد على اسم الحاكم السابق.
يقع المسجد في وسط خليج كنداري ويرتبط بالبر الرئيسي من خلال طريق مسجد العَلَم. أثناء المد العالي، يبدو المسجد وكأنه يطفو على المحيط. يُعتبر المسجد ثالث مسجد عائم في العالم بعد مسجد الرحمة في جدة ومسجد الحسن الثاني في الدار البيضاء.

## التصميم
استُوحى تصميم المسجد من المسجد النبوي في المدينة المنورة فيالسعودية. تحتوي مآذنه الأربع على تصميم مستوحى من برج العرب في دبي. القبة الرئيسية للمسجد ذات قاعدة شبه دائرية وآلية فتح وإغلاق على شكل ثمانية بتلات. يُعتبر الرقم ثمانية رمزًا للإسلام والبطل المحلي هالو أوليو. تستخدم آلية انزلاق القبة تكنولوجيا من ألمانيا تشبه تلك الموجودة في المسجد النبوي. كما يضم المسجد مظلات تظليل في الساحة الأمامية تُستخدم للصلاة عند اكتمال السعة داخل المسجد، مما يمنحها مظهرًا مشابهًا للمسجد النبوي.